# José Valois de Castro
José Valois de Castro (São Luís do Paraitinga, 6 de dezembro de 1855 — São Paulo, 30 de julho de 1939) foi um advogado, professor e político paulista.
Cursou o Seminário Episcopal e a Faculdade de Direito do Largo de São Francisco (1878-1882).
Em 1884, entrou para o Conselho Superior do Ensino,
Foi eleito para a Câmara do Congresso Legislativo do Estado de São Paulo na 4ªlegislatura (de 1898 a 1902), quando foi eleito deputado para o Câmara Federal sendo reeleito seis vezes consecutivamente. 
Em 1918, foi eleito para o Senado do Congresso Legislativo do Estado de São Paulo na 10ª Legislatura de 1916 a 1918. 
Foi também sócio fundador do Instituto Histórico e Geográfico de São Paulo